# هاچستر
هاچستر (به لاتین: Höchster) یک کوه در نامیبیا است. هاچستر ۱٬۰۷۰ متر بالاتر از سطح دریا واقع شده‌است.